# Videogiochi nel 1984

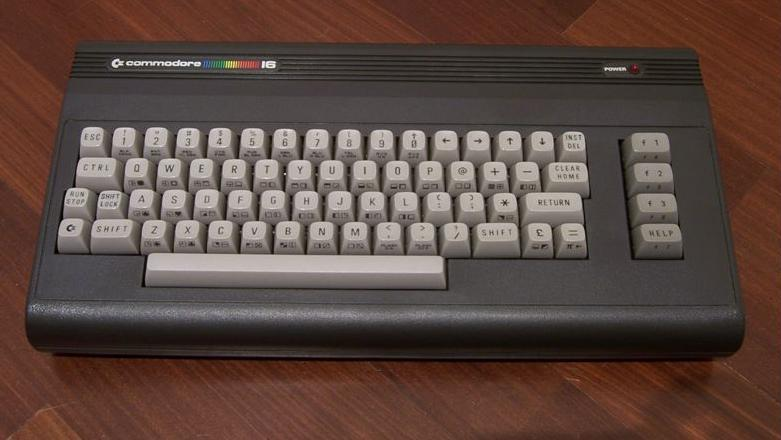
Il Commodore 16

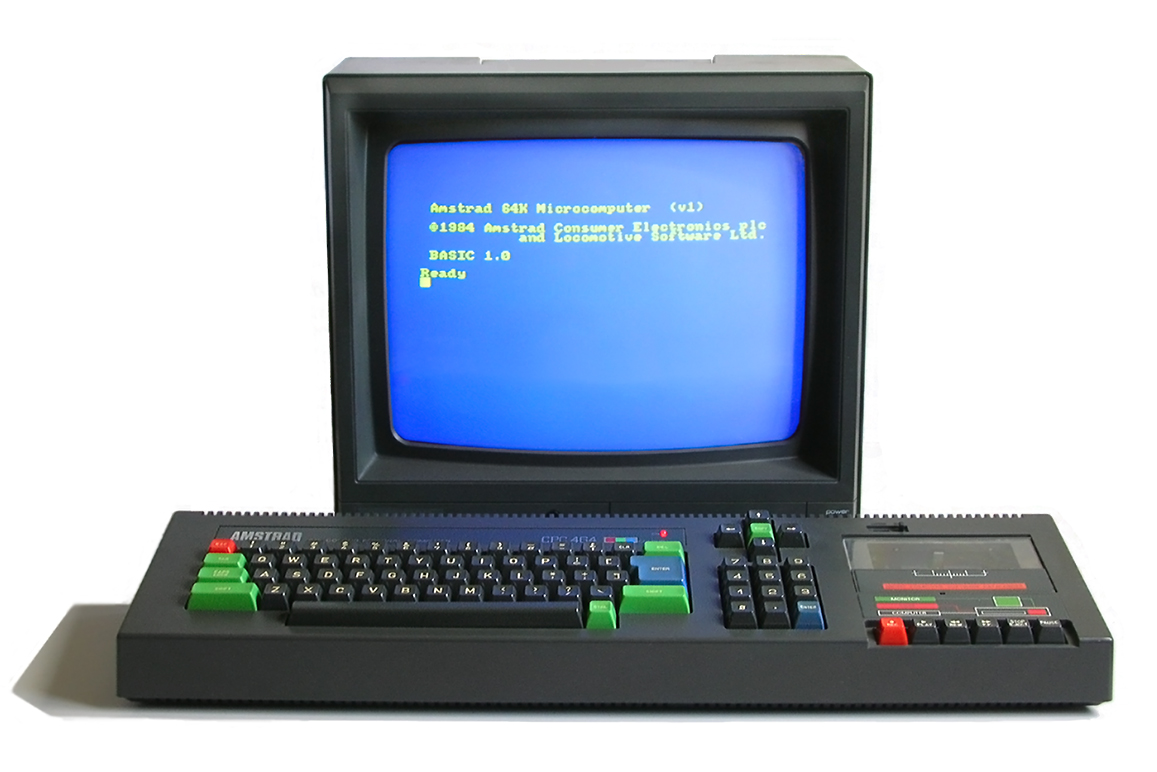
L'Amstrad CPC 464

Eventi rilevanti avvenuti nell'industria dei videogiochi nel 1984. 
Per un elenco delle voci su giochi usciti nell'anno vedi Categoria:Videogiochi del 1984.

## Eventi

### Aziende
- Dopo oltre tre anni di predominio, Atari viene superata per fatturato da diversi concorrenti, risentendo della crisi del 1983 e del mancato successo dell'Atari 5200[1].
- luglio — Viene fondata la Psygnosis[1].
- luglio — dopo 2 anni di forte presenza, la Imagine Software va in bancarotta, ma viene rilevata dalla Ocean Software[1].
- novembre — Viene fondata la Accolade[1].
- dicembre — Synapse Software viene rilevata da Brøderbund[1].
- Jack Tramiel acquisisce la Atari Corporation[2].
- Viene fondata l'U.S. Gold, fondamentale nell'importazione in Europa di giochi americani per Commodore 64, alzandone la qualità media[2].
- Viene fondata la Mastertronic, che diffonderà il concetto dei videogiochi a basso costo[2].
- Viene fondata la Gremlin Interactive.
- Viene fondata la Naughty Dog.
- Viene fondata la Dynamix.

### Hardware
- In seguito alla crisi del 1983 il mercato delle console è in calo, in favore degli home computer; le console si riprenderanno decisamente solo l'anno successivo con il NES[1]. Gli home computer iniziano a essere visti molto più come macchine da intrattenimento che macchine da programmatori e appassionati di elettronica[2].
- 24 gennaio — Apple lancia il Macintosh[2]. In Nordamerica inizia la sfida tra i personal computer PC IBM e Macintosh, sebbene non siano ancora molto usati per il gioco[1].
- gennaio — viene presentato il Sinclair QL, che si rivelerà un fallimento e principale causa del declino della Sinclair Research[2].
- marzo — IBM lancia il PCjr, tentativo fallimentare di entrare nel mercato home computer[1].
- aprile — Amstrad debutta nel campo home computer con l'Amstrad CPC, il più interessante tra i nuovi computer in Europa, innovativo tra l'altro per il registratore incorporato e il monitor compreso a un buon prezzo; fu notevole anche per la puntualità di uscita[2].
- aprile — Atari annuncia l'imminente console Atari 7800, che però uscirà solo nel 1986[1].
- ottobre — Esce il modello ZX Spectrum Plus[2].
- novembre — Cessa la produzione delle console Atari 5200, Vectrex, Intellivision e Magnavox Odyssey²[1].
- Commodore introduce la serie 264 (Commodore 16, Commodore Plus/4, Commodore 116)[2].
- Escono i primi home computer basati sullo standard MSX, un successo giapponese che si diffuse anche in Europa, ma con qualche difficoltà[2].
- Al Consumer Electronics Show la Commodore mette in mostra il milionesimo Commodore 64 e il duemilionesimo VIC 20[2].

### Giochi
- Nonostante le vendite di home computer abbiano superato quelle di console, e la maggior parte del software venduto per home computer sia costituito da videogiochi, nell'anno si sono vendute molte più cartucce per console che programmi per home computer, poiché questi sono facilmente soggetti alla copia pirata.[3]
- Nintendo pubblica Duck Hunt.
- 10 maggio — Sierra On-Line pubblica King's Quest I: Quest for the Crown, primo episodio della serie King's Quest.
- giugno — Alexey Pajitnov sviluppa Tetris su un computer Electronica 60[1].
- giugno — Nintendo pubblica la versione Famicom di Donkey Kong 3[1].
- Capcom pubblica l'arcade 1942.
- Esce Pitfall II: Lost Caverns, che domina la classifica globale casalinga, e si nota anche per essere un gioco per console in una classifica altrimenti dominata da titoli per home computer[1].
- Nonostante difficoltà generali dell'Atari, Atari Games produce due grandi successi arcade con Paperboy e Marble Madness, guidando rispettivamente al 1º e 3º posto la classifica arcade, per il resto popolata da successi giapponesi[1].
- Esce Elite, primo e a lungo più importante simulatore di commercio e combattimento spaziale[2].
- Esce Jet Set Willy, platform semplice eppure apprezzatissimo per la giocabilità[2].
- Esce Knight Lore, che rivoluzionerà le tecniche di programmazione su ZX Spectrum[2].
- Esce The Lords of Midnight, simulazione tattica originale per l'epoca[2].

### Classifiche
- I titoli più venduti sono, in ordine decrescente, Pitfall II: Lost Caverns, Impossible Mission, Bruce Lee, Karateka, Jet Set Willy, Knight Lore, Elite, Daley Thompson's Decathlon, The Lords of Midnight, Conan: Hall of Volta[1].
- I maggiori successi in sala giochi sono Paperboy, Galaga 3, Marble Madness, Kung Fu Master, Pac-Land, Karate Champ, Hyper Sports, Cobra Command, Mikie, 1942[1].
- I sistemi più diffusi sono Commodore 64, Commodore VIC-20, Atari 2600, MSX, Amstrad CPC, ZX Spectrum, Intellivision, Colecovision, Apple II, Commodore PET[1].
- Gli editori con più fatturato sono Activision, Data East, Namco, Konami, Atari Games, Nintendo, Sega, Epyx, Irem, Tehkan[1].